# Lyriothemis latro
Lyriothemis latro là loài chuồn chuồn trong họ Libellulidae. Loài này được Needham & Gyger mô tả khoa học đầu tiên năm 1937.